# James McIntosh (aviron)
James Steward McIntosh, né le 9 août 1930 à Détroit et mort le 24 février 2018, est un rameur d'aviron américain. 

## Carrière
James McIntosh participe aux Jeux olympiques de 1956 à Melbourne et remporte la médaille d'argent avec le quatre sans barreur américain composé de John Welchli, Arthur McKinlay et John McKinlay.